# Origanum dictamnus
El orégano de Creta (Origanum dictamnus) es una hierba perenne de la familia lamiaceae. 

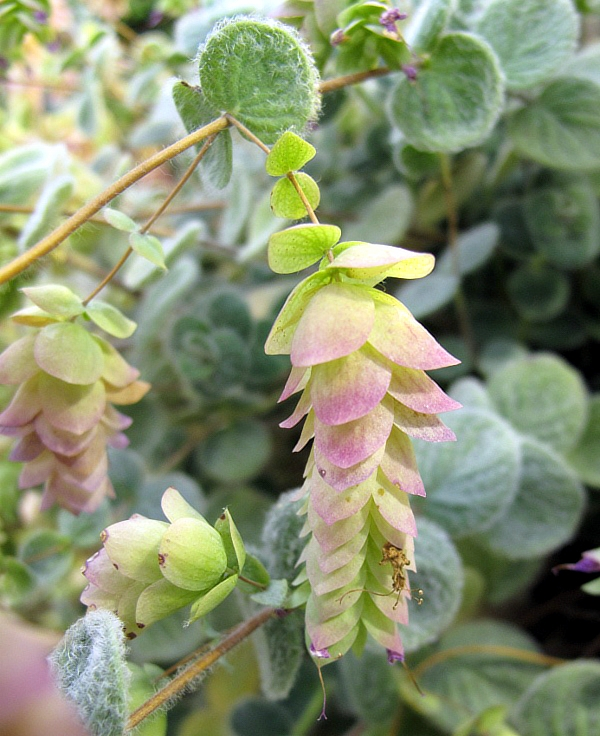
Inflorescencia

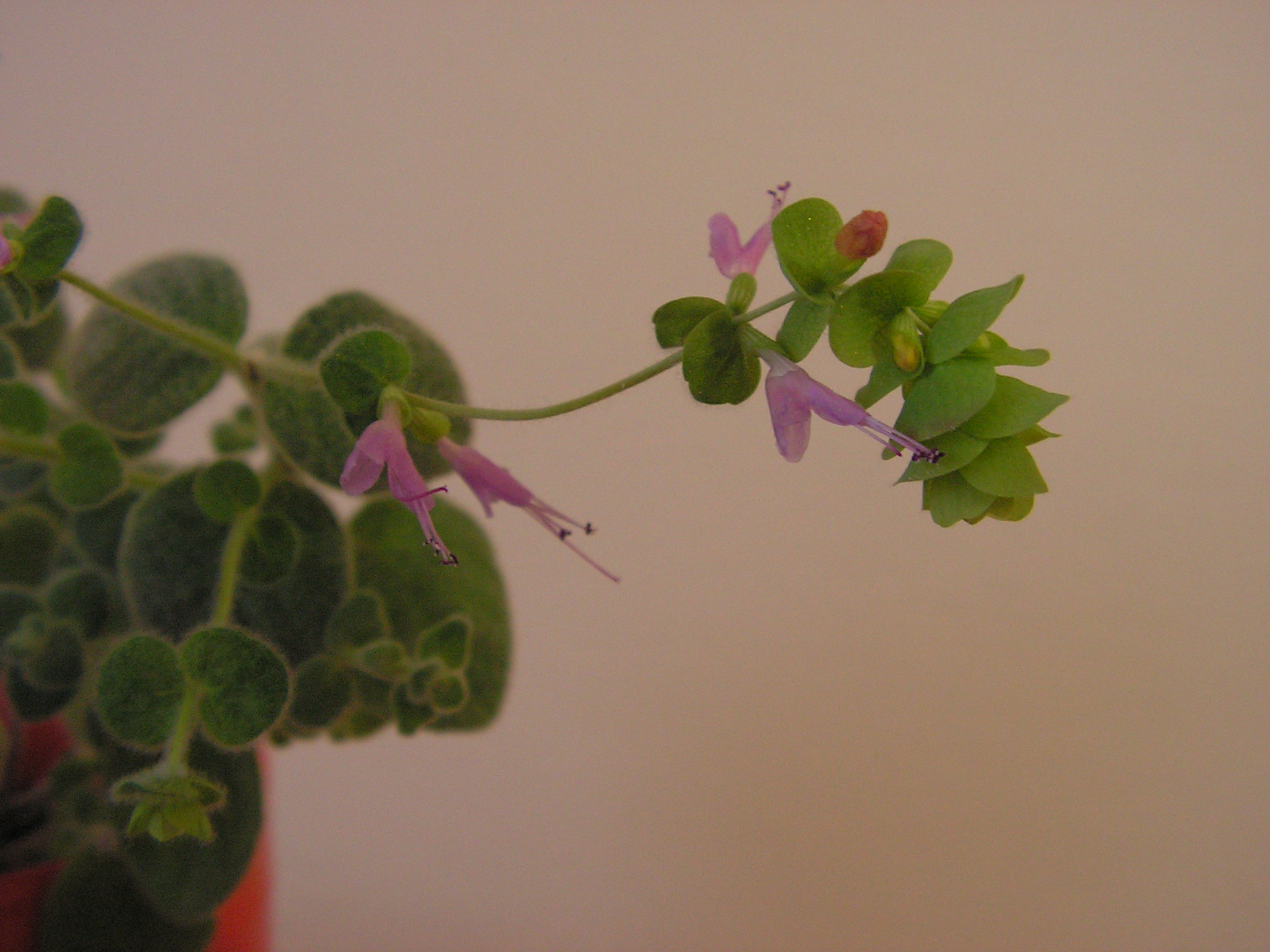
Vista de la planta

## Descripción
Origanum dictamnus es una planta ramificada con las hojas en forma de disco a ovadas, de color verde grisáceo que se localizan en parejas una frente a la otra. Los tallos y hojas delgadas son arqueadas lanudas y están cubiertos en un blanco aterciopelado hacia abajo y miden 13-25 mm de tamaño.
Las flores son de color rosa pálido a púrpura y tiene una corola de un profundo color lila a rosa oscuro con muchas brácteas superpuestas de colores. Las flores de colores forman una cascada de racimos alargados y están en flor en los meses de verano. Las flores son hermafroditas, lo que significa que tienen ambos órganos masculinos y femeninos, y son polinizadas por las abejas atraídas por su olor y color brillante.
Es una planta perenne y aromática que florece en verano. Sólo crece salvaje en las montañas y las gargantas de la isla de Creta. Actualmente, el dictamos salvaje es difícil de encontrar y está protegido por ley para intentar evitar su extinción.

## Usos
Se utiliza para aromatizar productos farmacéuticos, perfumes, y licores, y también para hacer infusiones y productos de belleza. Actualmente, y dada la importante demanda, también se cultiva en Embaros, en el municipio de Viannos, en la Unidad periférica de Heraclión.
Antiguamente se creía que esta planta era capaz de curar heridas, y Aristóteles creía que las cabras salvajes de Creta heridas de flecha buscaban la planta para curarse (cita de 612a, Historia de los animales, Volumen 3, edición Fundación Bernat Metge) :
... en Creta, según se dice, las cabras salvajes cuando son heridas por un dardo, buscan el dictamos, planta que parece tener la propiedad de hacer salir las flechas clavadas en el cuerpo.

## Principios activos
Los ingredientes principales de su aceite esencial son el carvacrol (68,96%), β- felandreno (18,34%) y p-cimeno (4,68%).

## Taxonomía
Origanum dictamnus fue descrita por  Carlos Linneo y publicado en Sp. Pl. 2: 589. 1753
Etimología
Ver: Origanum
dictamnus: epíteto geográfico que viene de los Montes Dikti, donde crece naturalmente. En griego se llama δίκταμο ['ðiktamo], pero en dialecto cretense έρωντας ['erondas] = amor. Dice la tradición que sólo los jóvenes más enamorados eran capaces de jugarse la vida trepando por las paredes de las gargantas para intentar llevar esta planta a la estimada como una prenda de amor.
Sinonimia
- Amaracus dictamnus (L.) Benth.
- Amaracus tomentosus Moench
- Dictamnus creticus Garsault
- Majorana dictamnus (L.) Kostel.
- Origanum dictamnifolium St.-Lag.
- Origanum saxatile Salisb.[4]